# Şenol Güneş
Şenol Güneş (* 1. Juni 1952 in Trabzon) ist ein ehemaliger türkischer Fußballspieler und derzeitiger -trainer.

## Spielerkarriere
Şenol Güneş begann seine Karriere als Torhüter beim türkischen Amateur-Klub Erdogdu Gençlik, ehe er später zum Erstligisten Trabzonspor wechselte. Dort stand er 15 Jahre lang im Tor und holte zwischen 1975 und 1984 mit der Mannschaft sechsmal den türkischen Meistertitel und dreimal den türkischen Pokal.

## Trainerkarriere
Nach seinem Karriereende als Spieler begann Güneş als Co-Trainer bei seinem Stammklub Trabzonspor und wurde dann 1994 zum Chef-Trainer ernannt. Nachdem er 1996 mit Trabzonspor die Meisterschaft verpasst hatte, verließ er den Klub und trainierte danach Boluspor, İstanbulspor, dann erneut Trabzonspor und später Antalyaspor und Sakaryaspor.
Im Jahr 2000 wurde er zum türkischen Nationaltrainer als Nachfolger von Mustafa Denizli berufen. Nachdem seine Mannschaft in der WM-Qualifikation 2002 den zweiten Tabellenrang geholt hatte, qualifizierte sich die Türkei nach über 48 Jahren wieder für eine Fußballweltmeisterschaft. In dem fälligen Relegationsspiel wurde Österreich mit 5:0 geschlagen. Bei der Fußball-Weltmeisterschaft 2002 in Südkorea und in Japan gelang ihm mit der türkischen Fußballnationalmannschaft der Einzug ins Halbfinale und der Sieg beim Spiel um Platz 3. Im Jahr 2003 schaffte seine Mannschaft auch im Confed-Cup den dritten Platz.
Als seine Mannschaft im November 2003 durch eine Niederlage im Relegationsspiel gegen die Letten die Qualifikation für die EM 2004 verpasste, wurde Güneş entlassen. Danach trainierte er von 2004 bis 2005 ein drittes Mal Trabzonspor. Nach schwachen Leistungen seiner Mannschaft folgte erneut die Entlassung. Seitdem stand er beim südkoreanischen FC Seoul als Trainer unter Vertrag.
Am 1. Dezember 2009 unterschrieb Şenol Güneş einen 3,5-Jahres-Vertrag erneut bei Trabzonspor. Im Mai 2010 errang die Mannschaft unter seiner Leitung durch einen 3:1-Sieg im Finale gegen Fenerbahçe Istanbul den Sieg im Türkischen Pokalwettbewerb. Drei Monate später im August gelang es ihm, einen weiteren Titel zu holen: den türkischen Supercup. Trabzonspor gewann 3:0 gegen den damaligen amtierenden türkischen Meister Bursaspor. Nach einer Reihe von enttäuschenden Ergebnissen trat er am 28. Januar 2013 von seinem Amt zurück. Die Vereinsführung akzeptierte seine Kündigung und stellte wenige Tage später den ehemaligen Spieler Tolunay Kafkas als Güneş’ Nachfolger vor.
Nach seinem Abschied von Trabzonspor erklärte Güneş, sich mindestens ein Jahr ausruhen zu wollen und deswegen keine Angebote anzunehmen. Nach Ablauf dieser Dauer einigte er sich mit dem Erstligisten Bursaspor für eine Zusammenarbeit und unterschrieb hier einen Einjahresvertrag. Nach der Saison gab es keine Verlängerung seines Vertrags mit Bursaspor und Güneş unterschrieb einen Zweijahresvertrag bei Beşiktaş Istanbul. Mit Beşiktaş gewann er in der Saison 2015/16 und Saison 2016/2017 die Süper Lig.
Seit der Saison 2019/20 durfte Güneş zum zweiten Mal das Amt des Cheftrainers der türkischen Nationalmannschaft bekleiden. In dieser Funktion stellte er den türkischen Kader für die Fußball-Europameisterschaft 2021 zusammen. Am 10. September 2021, drei Tage nach der 1:6-Niederlage gegen die Niederlande wurde Güneş entlassen.

## Erfolge und Titel

### Spieler
- Trabzonspor (1975–1987)
  - 6 × Türkischer Meister: 1976, 1977,  1979, 1980, 1981, 1984
  - 3 × Türkischer Pokalsieger: 1977, 1978, 1984
  - 6 × Türkischer Supercup-Sieger: 1976, 1977, 1978, 1979, 1980, 1983

### Trainer
- Trabzonspor (1992–1996, 2004–2005 und 2009–2013)
  - 1 × Premierminister-Pokal-Sieger: 1994
  - 2 × Türkischer Pokalsieger: 1995, 2010
  - 4 × Türkischer Vizemeister: 1995, 1996, 2005, 2011
  - 2 × Türkischer Supercup-Sieger: 1995, 2010
  - 1 × Sieger des Pokals des Türkischen Sportjournalisten-Vereins (Region: Trabzon): 2005

- Türkische Nationalmannschaft (2000–2004)
  - FIFA-Weltmeisterschaft: Dritter 2002
  - UEFA Team of the Year: 2002
  - FIFA-Konföderationen-Pokal: Dritter 2003

- FC Seoul (2007–2009)
  - Südkoreanischer Vizemeister: 2008

- Beşiktaş Istanbul (2015–2019)
  - 2 × Türkischer Meister: 2016, 2017

## Privates
- Şenol Güneş ist verheiratet und hat zwei Kinder.
- Aus Anerkennung seiner Leistungen für Trabzonspor erhielt das neue Stadion des Clubs den Namen Şenol Güneş Stadı.